# 朱济熺
晉定王朱济熺（1375年5月19日—1435年3月11日），明朝第二代晉王，晉恭王朱棡嫡長子，母妃謝氏。

## 生平
洪武八年四月戊申（1375年5月19日）生，乳名善庆，其後封為晉世子。朱雄英早夭后，为太祖在世诸孙中最年长者。幼時與日後的建文帝朱允炆、秦隱王朱尚炳、明仁宗朱高熾在南京讀書，手足情深。洪武三十一年（1398年）四月，襲封晉王。他一直對明成祖篡位心懷不滿，因此被明成祖忌恨。其弟平陽王朱濟熿借機在明成祖前不斷詆毀。永樂十二年（1414年）明成祖終于下詔革去他的晉王爵位，並命他去守其父的陵園，改立朱濟熿為晉王。《大政纪》称：“永乐十二年十一月甲午朔，降晋王济熺为庶人，俾与长子美圭同守晋恭王坟。敕谕曰‘尔谋为不轨，自绝于天，自绝于祖宗。论尔之罪，有不容诛重。念恭王手足之义，特全尔生，令守恭园。其闭门念咎，杜绝外交，改过迁善，以保令终慎之哉。’”
永樂二十一年（1423年），朱濟熺原先的世子朱美圭被封為平陽王，奉父前往平陽府居住。虽然被削爵，但朱济熺的堂弟明仁宗、堂侄明宣宗仍称他为“兄王”“伯王”。宣德二年（1427年），晉王朱濟熿因罪被廢為庶人，但明宣宗没有复封朱济熺为晋王，也以朱济熺年事已高为由婉拒他重返太原府的请求。宣德十年二月初九日（1435年3月8日），明英宗遣使前往平陽府冊封平陽王朱美圭為晉王，命其奉父返回太原府。使者未到，朱濟熺即於十二日（3月11日）去世，享壽六十一，追復晉王爵位，諡號定。

## 家庭

### 妻
- 傅氏，潁國公傅友德女，洪武二十四年（1391年）十二月封晉世子妃。

### 妾
- 張氏，封晉王次妃，生朱美垣。[5]
- 徐氏（－1447年），封晉王夫人，生朱美埻。[6][7]
- 杜氏（－1476年），封晉王夫人，生朱美堣。[8][9]
- 王氏，封晉王夫人，生朱美堛。[10]
- 瞿氏，生朱美垸。[11]
- 孫氏（－1449年），生朱美垙、朱美塎。[12][13]

### 子
- 嫡第一子：晉世子→庶人→平陽王→晉憲王朱美圭
- 庶第二子：鎮國將軍→交城榮順王朱美垸
- 庶第三子：鎮國將軍→陽曲榮靖王朱美垙
- 庶第四子：鎮國將軍→西河靖恭王朱美埻
- 庶第五子：鎮國將軍→方山莊憲王朱美垣
- 庶第六子：鎮國將軍→臨泉莊簡王朱美塎
- 庶第七子：鎮國將軍→雲丘簡靖王朱美堣
- 庶第八子：寧河康僖王朱美堛

### 女
- 第一女：寧鄉郡主，儀賓陶春[14]
- 第二女：安邑郡主，儀賓姜鏞[15]
- 第三女：平陸郡主
- 第四女：靈石縣主→靈石郡主，儀賓高遜
- 第五女：文水縣主→文水郡主，儀賓曹祥
- 第六女：定襄縣主→定襄郡主，儀賓駱善[16][17]
- 第七女：平城郡主朱玉英，儀賓馬麟[18]
- 第八女：垣曲郡主朱秀英，儀賓王裕[19]

## 墓葬
宣德十年十一月初三日（1435年11月22日），朱济熺葬于山西平陽府臨汾縣九峯山之原（在今山西省临汾市尧都区土门镇坟上村）。壙誌現存於坟上村，蓋、誌均為青石質。

[誌蓋]

故晉定王壙誌

[誌文]

　　晉定王壙誌

　　王諱濟熺，

　　晉恭王嫡長子，

太祖高皇帝之孫，母恭妃謝氏。王生於洪武八年四月十九日。三十一年四月，嗣封

　　晉王。

太宗文皇帝愛之素厚。後為其弟濟熿誣構，削爵，而命濟熿襲爵。既而察王無他心，

　　乃封其嫡長子美圭為平陽王，奉王居平陽。

仁宗皇帝即位，賜王冕服，歲給禄米三千石，賚予加厚。

宣宗皇帝嗣位，有告言濟熿罪逆，廉問有實狀，遂免濟熿為庶人。

皇上臨御之初，封平陽王為晉王，復居太原。詔使在道，王以疾薨，不及聞，時宣德十

　　年二月十二日也。有司以聞，詔復晉王爵，賜諡曰定，喪禮一視親王。春秋六十

　　有一。妃傅氏。子男八人：長美圭，嗣封晉王；次美垸、美垙、美埻、美垣、美塎、美堣、

　　美堛。女八人：長寧鄉郡主，次安邑郡主、平陸郡主、靈石縣主、文水縣主、定襄縣主、

　　玉英、秀英。孫男三人：長五十四，次五十七、六十一。孫女二人：長菊香，次喜娥。王

　　和易坦率，不事矯飾，喜學問，恭謹謙遜，明於大體。雖中為小人所間，而卒顯白

　　者，亦王好德之應也。兹乃遽然而逝，其命也夫。考德加諡，垂光永世，亦復何憾。

　　以宣德十年十一月初三日，塟于九峯山之原。用書其㮣，寘諸幽室。謹誌。

## 登場作品

### 电视剧
- 《山河月明》（2022年、演：張琪）[20]